# Lasioglossum creberrimum
Lasioglossum creberrimum är en biart som först beskrevs av Smith 1853. Den ingår i släktet smalbin, och familjen vägbin. Inga underarter finns listade i Catalogue of Life. Arten lever i östra till mellersta USA.

## Beskrivning
Huvud och mellankropp är metalliskt ljusgrön till blågrön. Munskölden är mörkbrun på den övre halvan; hos hanen är spetsen gul, liksom överläppen (labrum) och käkarna. Antennerna är mörkbruna, med undersidan av de yttre lederna rödbruna hos honan, brungula hos hanen. Vingarna är något mörka, med gulbruna ribbor och rödaktiga vingfästen. benen är bruna;hos honan är emellertid de fyra bakre fötterna rödbruna, medan alla sex fötterna är gula hos hanen. Bakkroppssegmenten är bruna, med bakkenterna blekt, genomskinligt gula. Behåringen är vitaktig och tämligen gles, utom på hanens ansikte under ögonen, där den döljer ytan. Kroppslängden är 4 till 5,5 mm för honan, med en framvingelängd på 2,8 till 3,6 mm. Motsvarande mått för hanen är 3,7 till 4,1 mm kroppslängd, och omkring 2,7 mm för framvingen.

## Utbredning
Utbredningsområdet omfattar östra till mellersta USA från Maryland och Delaware i nordöst över North och South Carolina, Georgia och Florida i sydost samt västeröver över sydligaste Alabama och sydligaste Mississippi till Texas. Arten är vanligt förekommande.

## Ekologi
Lasioglossum creberrimum är oligolektisk, den flyger till blommande växter från många familjer, som flockblommiga växter (martornssläktet), johannesörtsväxter (johannesörtssläktet och nattljussläktet), ljungväxter (kalmiasläktet), dunörtsväxter (nattljussläktet), rosväxter (Photinia och hallonsläktet), korgblommiga växter (sträv rudbeckia), kaprifolväxter (getris), medinillaväxter (Rhexia lutea) samt videväxter (videsläktet). Arten flyger under mars till september, utom i Florida där den är aktiv hela året.

## Bildgalleri

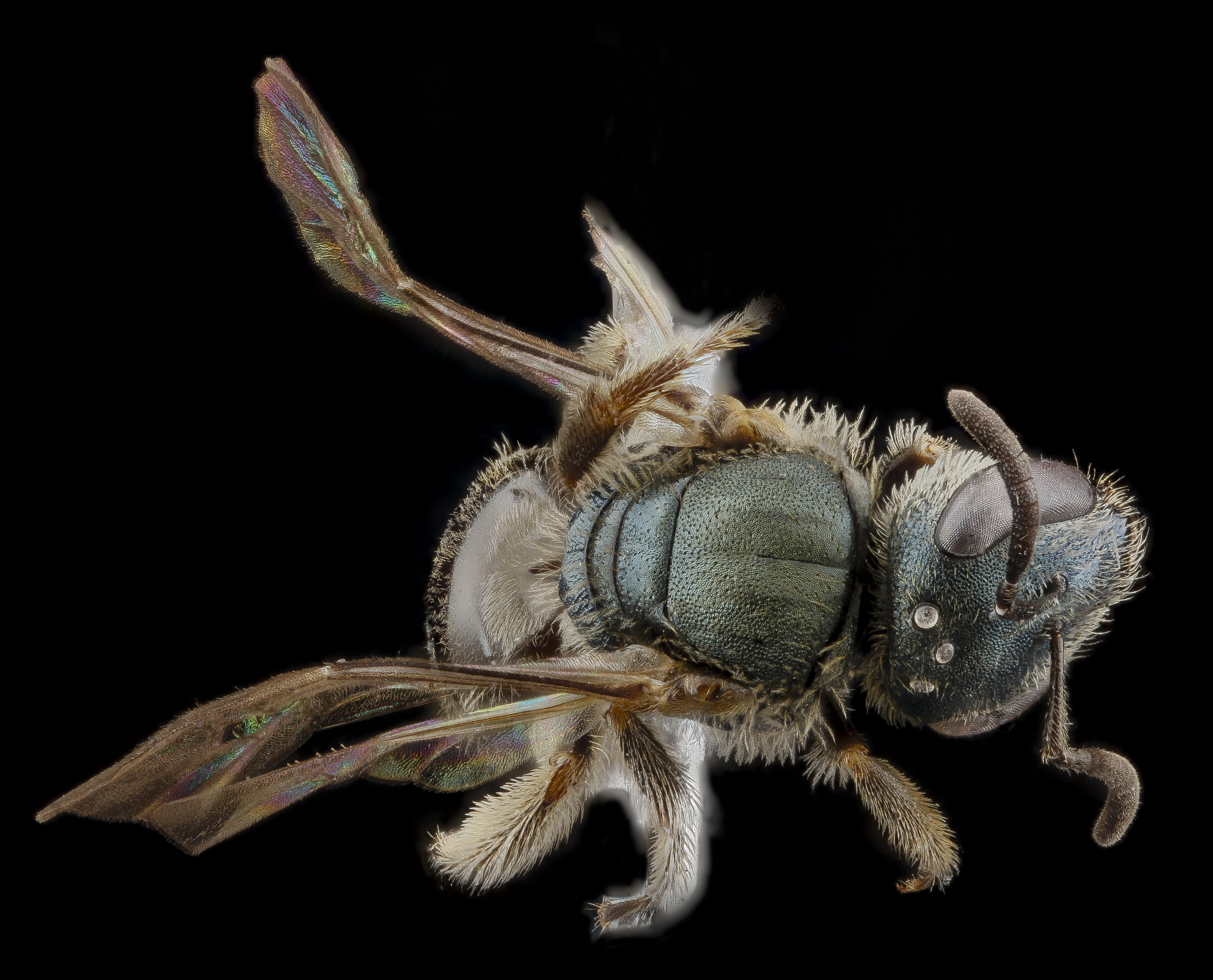
Hona, ryggsida.
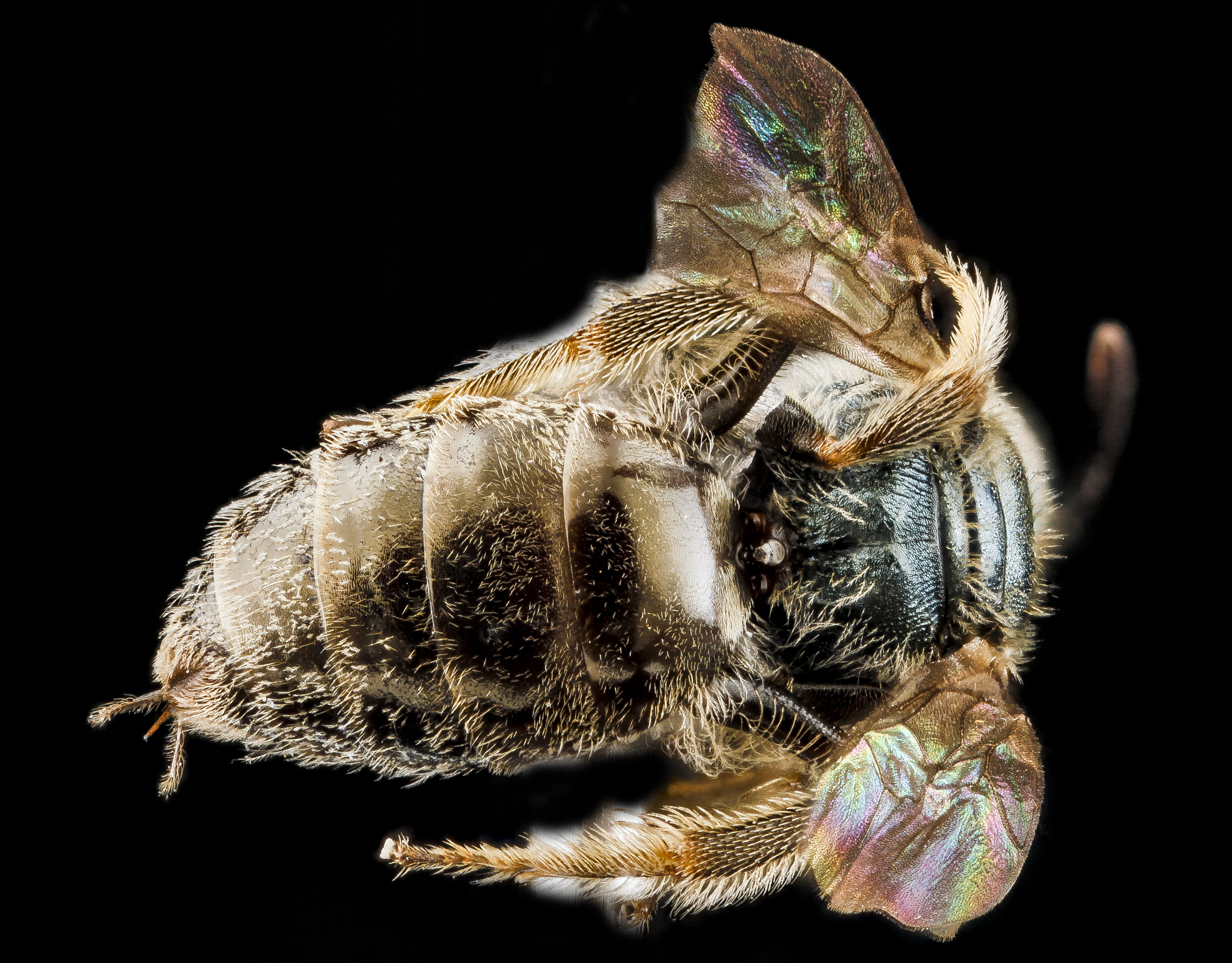